# Lady Godiva

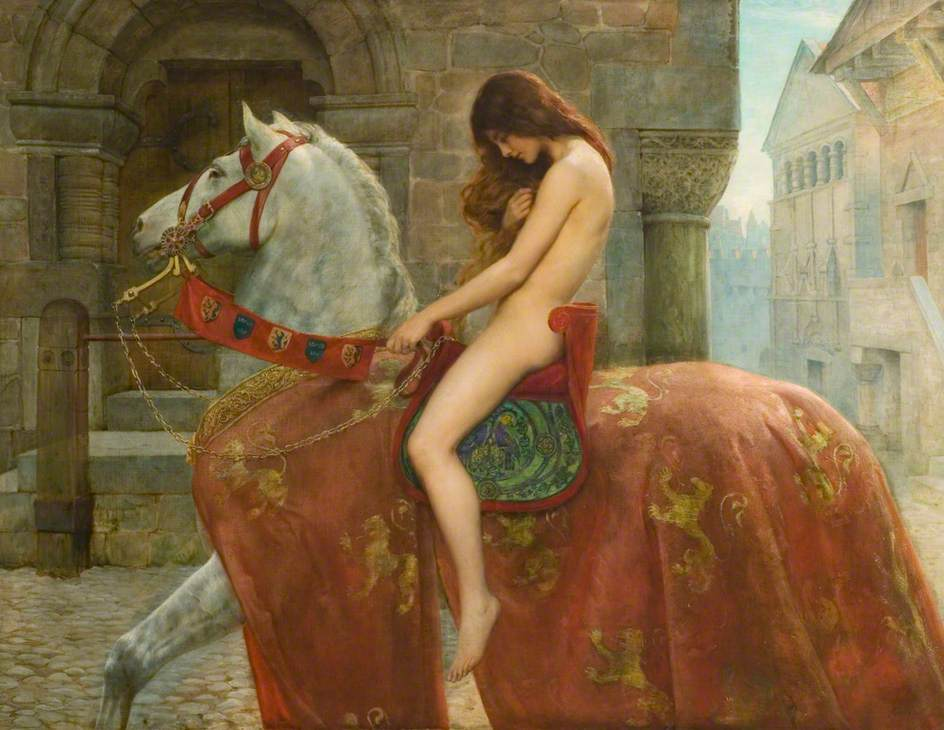
Lady Godiva de John Collier, 1897, Herbert Art Gallery and Museum

Godiva (în engleza veche: Godgifu, „darul lui Dumnezeu”), adesea menționată ca Lady Godiva, a fost o nobilă anglo-saxonă ce a trăit în secolul al XI-lea care, conform legendei, a călărit goală pe străzile din Coventry cu scopul de a obține o scădere a taxelor apăsătoare impuse de soțul ei arendașilor săi. Numele Peeping Tom pentru un voyeur provine de la versiuni ulterioare ale acestei legende, în care un bărbat pe nume Tom ar fi pândit-o și apoi ar fi orbit sau ar fi murit.

## Figura istorică

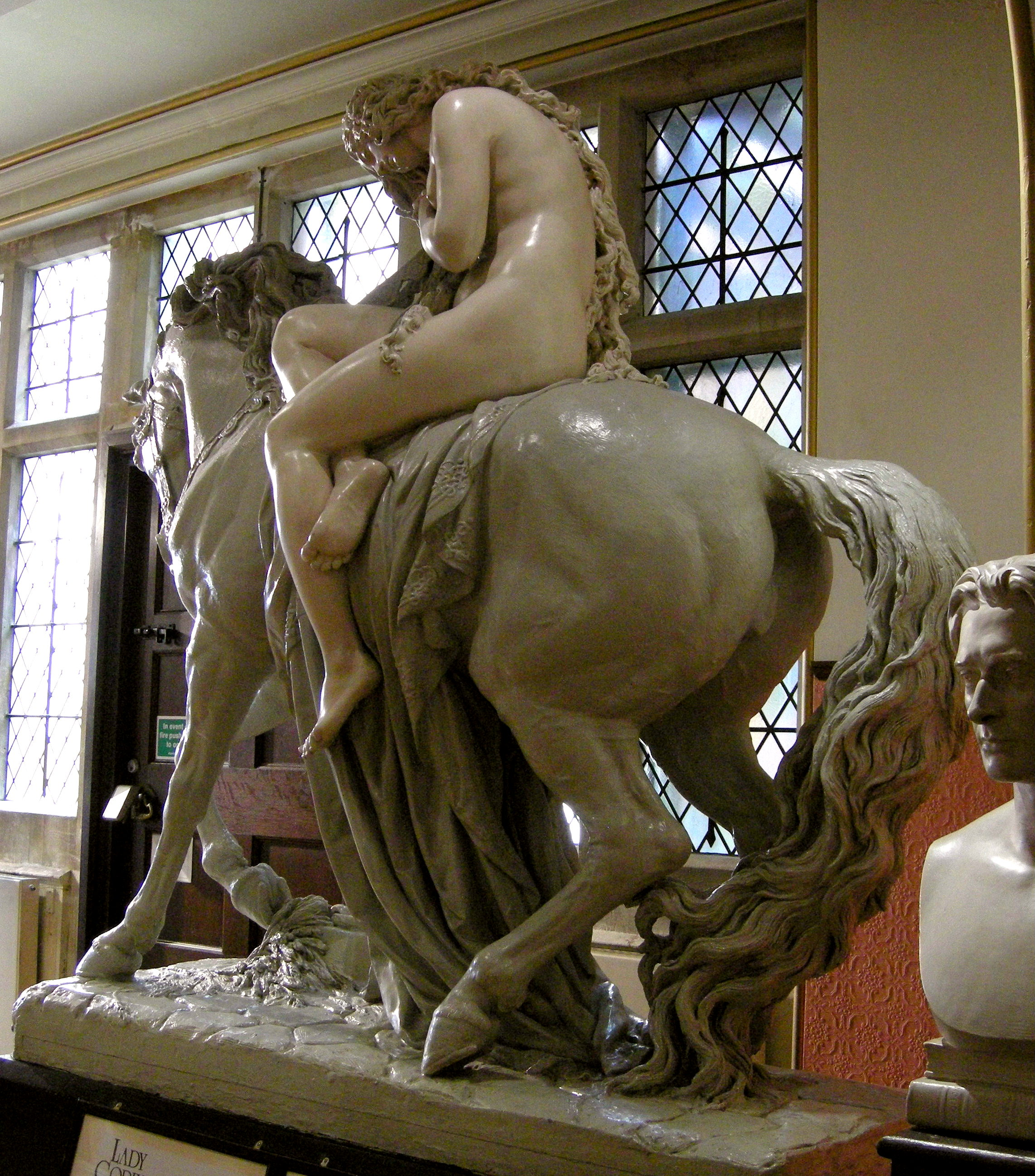
Statuie ecvestră, secolul al XIX-lea,John Thomas (1813 – 1862), Maidstone Museum, Kent, England

Lady Godiva a fost soția lui Leofric, Conte al Merciei.

Numele Lady Godiva apare în documente și în Domesday Book(Cartea Judecății de Apoi), dar ortografia numelui variază. În engleza veche numele Godgifu sau Godgyfu însemna „darul lui Dumnezeu”, Godiva fiind versiunea latinizată. Având în vedere că numele a fost unul popular, numele este prezent și în contemporaneitate.

Dacă ea era aceeași Godiva care apare în istoria lui Ely Abbey, Liber Eliensis, scrisă la sfârșitul secolului al XII-lea, atunci ea era vaduvă când Leofric s-a căsătorit cu ea. Atât Leofric, cât și Godiva au fost binefăcători ai caselor religioase. În 1043 Leofric a fondat mânăstirea benedectină din Coventry pe locul unei mânăstiri de călugărițe distrusă de danezi în 1016. Scriind în secolul al XII-lea, Roger de Wendover o consideră pe Godiva ca fiind forța persuasivă din spatele acestui act. În anii 1050, numele ei este corelat cu faptul că soțul ei a donat pământ mânăstirii St Mary din Worcester și cu dotarea bisericii Stow St Mary din Lincolnshire. Ea și soțul ei sunt comemorați ca binefăcători ai altor mânăstiri ca Leominster, Chester, Much Wenlock și Evesham. Ea a dat orașului Coventry o serie de lucrări din metale prețioase făcute în acest scop de către celebrul aurar Manning și a lăsat moștenire un colier în valoare de 100 de mărci de argint. Un alt colier a fost trimis la Evesham pentru a fi pus în jurul siluetei Maicii Domnului insoțitoare a unui crucifix în mărime naturală din aur și argint pe care ea și soțul ei le-au dăruit, iar Catedrala Saint Paul a primit veșminte bisericești cu margini din aur. Ea și soțul ei au fost cei mai generoși dintre donatorii anglo-saxoni din ultimele decenii precedente cuceririi normande . Primii episcopi normanzi au expediat repede darurile lor, ducându-le cu forța în Normandia sau topindu-le și transformându-le în lingouri.

Moșia Woolhope din Herefordshire, împreună cu alte patru, au fost dăruite catedralei din Hereford înainte de cucerirea normandă de către binefăcătoarele Wulviva și Godiva – de obicei identificate cu acestă Godiva și sora ei.

Marca ei, di Ego Godiva Comitissa diu istud desideravi, apare într-un document pretins a-i aprține lui Thorold Bucknall de la mănăstirea benedictină din Spalding, dar acest document este considerat un fals de către mulți istorici. Chiar și așa este posibil ca Thorold, care apare și în Cartea Judecății de Apoi Arhivat în 4 martie 2016, la Wayback Machine. ca fiind șeriful din Lincolnshire să fie fratele Godivei.
După moartea lui Leofric în 1057, văduva sa a trăit până în perioada cuceriri normande între 1066 și 1086. Ea este menționată în studiul Domesday ca unul dinre puținii anglo-saxoni și sngura femeie care a rămas proprietar funciar la scurt timp după cucerire Angliei. În timpul acestui studiu, finalizat în 1086, Godiva a murit, dar fostele ei terenuri sunt enumerate, chiar dacă acum sunt deținute de altcineva. Astfel, se pare că Godiva a murit între anii 1066 și 1086.

Locul unde a fost înmormântată Godiva a fost subiect de discuție. Potrivit Chronicon Abbatiae de Evesham sau Cronica Evesham, a fost înmormântată la Biserica Sfânta Treime din Evesham, care nu mai există. Conform relatării Dicționarul Oxford de Biografie Națională; „Nu există niciun motiv să de îndoim de faptul că ea a fost îngropată alături de soțul ei la Coventry, în ciuda afirmației din cronica Evesham că ea se află îngropată la Sfânta Treime, Evesham.”

Dugdale (1656) spune că o ferestră cu reprezentarea lui Leofric și a Godivei a fost plasată în Biserica Sfânta Treime, în Coventry, în timpul lui Richard al II-lea.

## Legenda
Potrivit legendei, Godivei i s-a făcut milă de locuitorii din Coventry care sufereau grav din cauza taxelor apăsătoare impuse de soțul ei. Lady Godiva a apelat din nou și din nou la soțul ei care cu încăpățânare a refuzat să remită taxele. În sfârșit, obosit de rugăminți, Leofric a spus că îi va acorda această favoare dacă se va dezbrăca în pielea goală și va ieși așa călare pe străzile orașului. Lady Godiva i-a luat cuvintele în serios și, după ce a emis o proclamație ca toată lumea să stea în casă cu ferestrele inchse și oblonele trase, ea a mers prin oraș, îmbrăcată numai în părul ei lung. Doar o persoană în tot orașul, un croitor cunoscut mai târziu sub numele de Peeping Tom, nu s-a supus proclamației ei, acesta devenind unul dintre cele mai faimoase acte de voyeurism. Legenda spune că a făcut o gaură în oblonul său ca să o poată vedea pe Godiva trecând și drept urmare a acestui fapt a orbit. În final, soțul Godivei, s-a ținut de cuvânt și a abolit oneroasele taxe.

Unii istorici au deslușit în legenda despre Lady Godiva ritualuri păgâne ale fertilității prin care o tânără “May Queen” a fost condusă la copacul sacru a lui Cofa pentru a celebra reînnoirea pe care o aduce primăvara. Cea mai veche formă a legendei spune că Godiva a trecut prin piața din Coventry de la un capăt la celălalt în timp ce oamenii erau adunați, urmată de doi cavaleri. Acestă versiune este dată de Roger de Wendover (d. 1236) în Flores Historiarum un colecționar de anecdote de luat în seamă care citează din scrieri anonime anterioare.

La aceea vreme, se obișnuia ca penitenții să facă o procesiune publică purtând un articol de îmbrăcăminte alb asemănător unui slip de astăzi și care cu siguranță a fost considerat lenjerie de corp. Unii cercetători au speculat că Godiva a călătorit prin oraș ca un penitent. Însă, povestea Godivei ar fi putut trece în istoria populară în variantă romanțată. O altă teorie spune că goliciunea Godivei se poate referi la a merge pe străzi „dezbrăcată” de bijuterii, cele care marcau clasa superioară din care făcea parte. Cu toate acestea, ambele încercări de a reconcilia faptele cunoscute din legendă sunt slabe; în acea epocă cuvântul „gol” primește explicația „fără niciun fel de îmbrăcăminte”.

Povestea de mai târziu, cu episodul „Peeping Tom”, a apărut prima dată la cronicarii secolului al 17-lea.

Desigur, povestea nu se găsește în documentele contemporane cu Godiva. Coventry a fost o mică așezare cu doar 69 de familii (și mânăstirea) înregistrate în Domesday Book câteva decenii mai târziu. Singurele taxe înregistrate sunt cele pentru cai și de aceea povestea rămâne îndoielnică atâta timp cât nu există nicio bază istorică pentru faimoasa plimbare. Povestea este îndoielnică pentru că există variante conform cărora însăși contesa Godiva ar fi responsabilă pentru stabilirea impozitelor în Coventry, Legea Salică neaplicându-se în societatea saxonă. Din cauza nudității din poveste, popularitatea acesteia a fost menținută și răspândită la nivel internațional, existând multe referințe în cultura populară modernă.

## Imagini în artă și societate
Herbert Art Gallery & Museum, din Coventry, menține o expoziție permanentă pe această temă. Cea mai veche pictură, a fost comandată de către Consiliul Județean a orașului Coventry în 1586 și realizată de Adam van Noort, un artist flamand refugiat. În plus, Galeria a colectat multe interpretări victoriene ale subiectului descrise de Marina Warner ca fiind "un compus ciudat Landseer, un Watts entuziast și un somptuos Woolmer Alfred". "Lady Godiva a lui Collier (mai sus) a fost lăsată moștenire de reformatorul social, Thomas Hancock Nunn. Când a murit, în 1937, tabloul a fost oferit Corporației din Hampstead. Acesta a fost refuzat, probabil din motive de decență, și de aceea a fost oferit orașului Coventry, iar acum se găsește în Herbert.